# 國教行動聯盟
國教行動聯盟，於2012年6月26日成立，以推動符合「誠信」核心價值，落實「公義、適性、競爭力」之教育政策為主旨.。

## 緣起
2012年4月25日，教育部公告了十二年國民基本教育規劃方案，明訂103學年度高中特色招生與免試入學方案，納入志願序、獎懲、志工等超額比序項目，並規定抽籤為最後比序依據。據此，王立昇、段心儀等人倡議發起了「捍衛教育選擇權、尊重地方自治權、反對孩子當白老鼠｣連署活動。

2012年6月17日，連署發起人邀請李家同教授在國立台北教育大學發表「我對十二年國教的疑慮與期許｣演講，連署發起人並演出戳破十二年國教假象氣球的行動劇，高呼「十二年國教，世事難料｣、「官員可以下台，孩子不能重來｣等口號。經媒體大幅報導後，全台連署人數急速增加，並於6月30日達到預定的一萬人目標。
為整合與啟動連署主張的陳情、請願工作，連署發起人於6月26日召開發起人會議，決議組成工作團隊，「國教行動聯盟｣因而誕生。

國教行動聯盟召開了十餘次的記者會及陳情活動後，教育部在2013年5月24日公布了免試入學零抽籤方案，各縣市教育局亦調整了服務學習、獎懲、志願序、免試入學比例、對應學校等項目的處理方式，大幅降低了實施後可能發生的衝擊。

2013年7月27日，連署發起人暨工作小組成員再次召開發起人會議，會中決議，為建立長期監督教育政策之機制，國教行動聯盟應正式立案，持續監督教育政策之研擬、規劃及執行。經過半年多的努力，國教行動聯盟在2014年3月9日成為內政部登記有案的人民團體，繼續為國家教育及人民服務。

2024年6月9日，青年部創立。

## 主張
1. 教育要能提供熱情學習、適性發展的環境。齊頭式平等不符適性原則。
2. 快樂學習來自熱情與成就感，而非無壓力的學習。
3. 教育不是填鴨，但也非放任。創意是給學生思想的自由空間，但仍必須以知識為基礎，挑戰更能激發創意。
4. 教育要能使「社會多元、人人專才」，而非要求「人人全才」。
5. 教育的功能不只在讓個人得到充分的發展，更必須顧及產業及社會的需求，促進社會階級的流動。
6. 教育政策及制度的訂定應有系統化思維，要認知並配合不同特質學生的需求。
7. 教育改革應以課程重整、教學創新及學習環境的改善為重點，而非以升學考試的變革為唯一手段。
8. 深切檢討高教政策，研擬大學退場機制，重建優良技職體系。
9. 監督各面向學校教育, 包括品格教育, 情緒教育, 性平教育, 家庭教育等, 促進孩子身心健全發展。
10. 教育政策制定過程應應該公開透明。

## 工作紀要
| 時間       | 內容                                                                   | 備註                           |
| ---------- | ---------------------------------------------------------------------- | ------------------------------ |
| 2022.01.19 | 教改白老鼠1到4則訪問                                                   | CT WANT                        |
| 2022.01.25 | 第三屆第七次理監事聯席會議                                             | 天成飯店                       |
| 2022.02.18 | 拜會刑事警察局討論校園詐騙防治座談                                     | 刑事警察局                     |
| 2022.02.20 | 3/5會員大會，108課綱回顧與前瞻座談會工作會議                           | 視訊會議                       |
| 2022.02.24 | 第三屆第八次理監事聯席會議                                             | 台大應力館                     |
| 2022.03.04 | 數A難爆!學生焦慮看心理醫生。教團轟;主任下台                            | TVBS新聞                       |
| 2022.03.05 | 第三屆第三次會員大會及108課綱回顧與前瞻座談會                          | 天成大飯店、成功高中三樓會議室 |
| 2022.03.05 | 分科測驗應恢復國文、英文、數學乙避免一試定終身                         | 媒體報導                       |
| 2022.03.19 | 儘快恢復分科測驗「國文、英文、數乙」考科記者會                         | 台大校友會館及媒體報導         |
| 2022.03.31 | 國教盟CRC影子報告(中、英文版)                                          | PDF檔及紙本寄出                |
| 2022.04.27 | 大學入學申請二階審查經驗分享座談會會前會                               | 台大應力館                     |
| 2022.04.30 | 大學入學申請二階審查經驗分享座談會                                     | 線上座談會                     |
| 2022.05.03 | 恢復數乙、國文、英文等分科測驗考科刻不容緩新聞稿                       | 線上座談會                     |
| 2022.05.14 | 第一次臨時理監事聯席會議                                               | 線上會議                       |
| 2022.05.16 | 別再為難老師、折騰家長、疫情持續升溫，高、國中、小學以下應停止實體課程 | 各家媒體報導                   |
| 2022.05.25 | 教團憂兒童打疫苗有抗體空窗期，不應馬上實體課程                         | 聯合報                         |
| 2022.05.26 | 兒童BNTE剛開打，復課停課輪迴恐再現                                     | 聯合報                         |
| 2022.06.07 | 114年大學分科測驗加考數乙                                              | 多家媒體報導                   |
| 2022.06.18 | 大學分科測驗擬設確診生專用考場                                         | 聯合報                         |
| 2022.06.24 | 台大醫招生罕見2缺額，在校生重考佔額惹議                                | 自由時報                       |
| 2022.06.30 | 第三屆第九次理監事聯席會議                                             | 線上會議                       |
| 2022.07.21 | 漢聲廣播電台邀訪談學習歷程問卷結果與王瀚陽部長受訪                     | 漢聲廣播電台                   |
| 2022.07.22 | 台北廣播電台邀訪談“108課綱的問卷調查結果及倡議檢討”                    | 台北廣播電台                   |
| 2022.08.11 | 協辦:這次換我說“108課綱高中生論壇”                                     | 張榮發教育基金會               |
| 2022.09.15 | 第三屆第十次理監事聯席會議                                             | 梅村餐廳                       |
| 2022.09.29 | 108課綱的專題報導採訪                                                  | 中時周刊王財經組               |
| 2022.10.14 | 「2022年家長期待縣市長候選人回應教育政策議題票選結果」記者會           | 各媒體報導                     |
| 2022.11.03 | 台北市長候選人教育政見座談會                                           | 台北市青年發展處               |
| 2022.11.14 | 兒童權利公約國家報告審查會議(與王瀚陽部長)                             | 台北國際會議中心               |
| 2022.12.03 | 適性教育論壇從中學到大學的適性揚才，協辦台大適性揚才行動方案團隊       | 台大應力館國際會議廳           |
| 2022.12.22 | 第三屆第十一次理監事聯席會議                                           | 台南海鮮餐廳                   |
| 2023.01.09 | 參與全長聯「加熱菸載具比照菸品管理」記者會                             | 台大校友會館                   |
| 2023.01.10 | 參與全長聯「搶救下一代，拒絕菸品載具廣告」立法院陳情                   | 立法院門口                     |
| 2023.02.17 | 第三屆第十二次理監事聯席會議                                           | 線上會議                       |
| 2023.02.21 | 大學分科測驗3年內不考國英                                              | 聯合報、中國時報、公視報導     |
| 2023.03.05 | 2023兒少CRC座談會(國際兒童權利公約)                                    | 全人關懷中心(真理堂)           |

## 新聞
2019.04.10 公視：教改25週年 國教行動聯盟：正反效應並陳

https://news.pts.org.tw/article/428479（页面存档备份，存于）

## 外部連結
- 國教行動聯盟（页面存档备份，存于）
- 國教行動聯盟粉絲團